# Gamle Norge
Gamle Norge oftewel Der ligger et land mod den evige sne is een lied gecomponeerd door de Noor Rikard Nordraak. Het is een toonzetting voor a-capellakoor van een tekst van Bjørnstjerne Bjørnson uit 1859, geschreven voor festiviteiten rondom de 45e verjaardag van de Noorse grondwet in Bergen. In 1863 pasten de schrijvers het nog enigszins aan. Het werd in het verleden beschouwd als het alternatieve volkslied van Noorwegen. Dat op zich is een bijzonderheid want ook het officiële volkslied van Noorwegen, Ja, vi elsker dette landet, is van diezelfde combinatie. Gamle Norge (Het oude Noorwegen) begint met de tekst Der ligger et land mod den evige sne (Daar ligt het land met de eeuwige sneeuw). Het is zeker dat het lied op 17 mei 1864 gezongen werd toen het officiële volkslied in première ging. Men gaat ervan uit dat Gamle Norge toen ook in de 1863-versie voor het eerst publiekelijk te horen was.
Nordraak en Bjørnson waren neven van elkaar.

## Discografie
- Songs of Norway, uitgave van Noorse Cultuurraad NKFCD